# XAVC
XAVC — формат цифровой видеозаписи, представленный компанией Sony 30 октября 2012 года. XAVC поддерживает специализированный формат с разрешением 4K (UHDTV), который будет способствовать принятию 4K не только для съёмки художественных фильмов, но и в таких жанрах, как телевизионные драмы, развлекательные шоу, для документальных фильмов и рекламных роликов.

## Технические особенности
В формате XAVC используется кодек MPEG-4 AVC/H.264 уровень 5.2, позволяющий на основе отраслевых стандартов производить видеокомпрессию со сверхвысоким разрешением и частотой кадров. XAVC предлагает широкий диапазон эксплуатационных возможностей для производства контента, а именно: разрешение от прокси-видео до 4K, внутрикадровое предсказание или гибридный подход (с применением внутри- и межкадрового (Intra-/Inter-) предсказанием), 1080 50P/60P.
- Разрешение: 4K (4096 x 2160 и 3840 x 2160), HD и прокси-видео
- Стандарт видеокомпрессии: MPEG-4 AVC/H.264 уровень 5.2
- Глубина цвета: 12, 10 и 8 бит
- Кадровая частота: до 60 кадров/с для 4K, до 180 кадров/с для 2K/HD
- Возможно применение контейнера MXF
- Цветовая субдискретизация: 4:4:4, 4:2:2, 4:2:0
- Скорость передачи данных:
  - XAVC 4K (UHD) — 300 Мбит/с
  - XAVC 4K Intra 422 60p — 600 Мбит/с[3]
  - XAVC HD (2K) — 100 Мбит/с
  - XAVC HD Intra 422 180P — 600 Мбит/с[3]

### Профиль «XAVC S»
7 апреля 2013 года компания Sony представила расширение формата XAVC выпустив на потребительский рынок профиль XAVC S. XAVC S поддерживает разрешения 3840 × 2160 пикселей, HD и прокси-видео, используется медиаконтейнер MP4 и звук в форматах AAC и LPCM.

## Оборудование
Sony анонсировала камеры для цифрового кино и видеопроизводства, которые поддерживают формат XAVC, Sony PMW-F55 и Sony PMW-F5. Обе XAVC камеры записывают видео с глубиной цвета 10-бит и цветовой субдискретизацией 4:2:2. Sony PMW-F55 позволяет записывать XAVC с разрешением 4K с частотой 30 кадров/с при 300 Мбит/с и разрешением 2K с частотой 30 кадров/с со скоростью потока 100 Мбит/с. Sony PMW-F5 можно записать XAVC поток с 2K разрешением со скоростью 30 кадров/с на скорости 100 Мбит/с. Объявлена стоимость цифровых камер: Sony PMW-F5 — $21 590, Sony PMW-F55 — $35 980.
XAVC может быть записан с разрешением 4K (4:2:2) со скоростью 60 кадров/с при 600 Мбит/с. На медиакарту 128 Gigabyte SxS PRO+ можно записать до 20 минут видео с разрешением 4K XAVC при 60 кадрах/с, до 40 минут с разрешением 4K XAVC видео с частотой 30 кадров/с и до 120 минут разрешение 2K XAVC видео с частотой 30 кадров/с.

## Программное обеспечение
XAVC разработан как открытый формат, предоставляя лицензионные программы другим производителям вещательной и производственной индустрии для разработки собственной высококачественной продукции. Планируется поддержка формата Sony XAVC в следующих четырнадцати программах ведущих производителей:
- Нелинейные редакторы: Adobe Creative Suite 6 с плагином Rovi Total Code, Corel VideoStudio 2018[10], Avid, Final Cut Pro X, Grass Valley, Quantel, Rovi и Sony Vegas Pro 12.
- Создание материалов съемочного дня: Assimilate, Codex, Colorfront, FilmLight, MTI и YoYotta
- Системы цветокоррекции: Assimilate, FilmLight и Quantel
- Программный кодек: Rovi
- Аппаратный кодек: Matrox